# Bandiere dell'Oceania
Questa è la galleria delle bandiere nazionali dell'Oceania.

## Australia

Bandiera dell'Australia
Bandiera dell'Isola del Natale
Bandiera delle Isole Cocos
Bandiera dell'Isola Norfolk
Bandiera dell'Isola di Lord Howe

## Nuova Zelanda

Bandiera della Nuova Zelanda
Bandiera delle Isole Cook
Bandiera di Niue
Bandiera di Tokelau

## Melanesia

Bandiera delle Figi
Bandiere della Nuova Caledonia (Francia)
Bandiera della Papua Nuova Guinea
Bandiera delle Isole Salomone
Bandiera di Vanuatu

## Micronesia

Bandiera di Guam (Stati Uniti)
Bandiera di Kiribati
Bandiera delle Isole Marshall
Bandiera delle Isole Marianne Settentrionali (Stati Uniti)
Bandiera degli Stati Federati di Micronesia
Bandiera di Nauru
Bandiera di Palau

## Polinesia

Bandiera delle Samoa Americane (Stati Uniti)
Bandiera della Polinesia francese (Francia)
Bandiera delle Hawaii (Stati Uniti)
Bandiera delle Isole Pitcairn (Regno Unito)
Bandiera dell'Isola di Pasqua (Cile)
Bandiera delle Samoa
Bandiera di Tokelau[1] (Nuova Zelanda)
Bandiera di Tonga
Bandiera di Tuvalu
Bandiera di Wallis e Futuna[1] (Francia)

### Componenti della Polinesia francese

Bandiera delle Isole Australi
Bandiera delle Isole Gambier
Bandiera delle Isole Marchesi
Bandiera delle Isole della Società
Bandiera delle Isole Tuamotu

### Isole minori esterne degli Stati Uniti del Pacifico

Bandiera dell'Atollo Palmyra
Bandiera dell'Isola di Wake